# ضاحیه حرستا
ضاحیه حرستا (به عربی: ضاحیة حرستا) یک منطقهٔ مسکونی در سوریه است که در استان ریف دمشق واقع شده‌است. ضاحیه حرستا ۹٬۸۵۸ نفر جمعیت دارد.